# پل وحید
پل وحید غربی‌ترین پل ساخته شده بر روی زاینده رود در محدوده شهر اصفهان است. این پل در غرب پل مارنان قرار دارد و بزرگراه خیام از روی آن عبور می‌کند. پل وحید بزرگراه خرازی در شمال زاینده رود را به بزرگراه میرزا کوچک خان در جنوب این رود پیوند می‌دهد.
این پل، قبل از انقلاب ساخته شد و در سال ۱۳۸۶ گسترش و تعریض یافت. 

## جستار های وابسته
- پل غدیر
- پل بزرگمهر
- پل فردوسی
- پل آذر
- پل فلزی
- اصفهان
- ترابری در اصفهان